# Manicle (AOC)
Le manicle, ou bugey manicle (il s'agit d'une dénomination géographique au sein de l'appellation d'origine contrôlée bugey), est un vin français blanc (chardonnay) et rouge (pinot noir), produit sur les communes de Cheignieu-la-Balme et Pugieu, dans le département de l'Ain.

## Histoire
Le développement du vignoble date des moines de l'abbaye de Saint-Sulpice à Thézillieu. Au tout début du XIXe siècle, une partie de cette vigne a appartenu à Brillat-Savarin qui y possédait son grangeon (d'où la création de la « Confrérie du Grangeon de Manicle » en 2000). Le vignoble du Bugey était particulièrement développé, produisant pour les marchés voisins reliés par la voie ferrée de Lyon à Genève : le manicle était produit à la fin du XIXe siècle sur une surface de 65 hectares. Le phylloxéra a quasiment fait disparaître le vignoble à la fin du XIXe siècle. La renaissance se fit très lentement, sur de petites surfaces isolées les unes des autres, avec des plans greffés, en replantant avec des cépages provenant de Bourgogne.
D'abord classé VDQS en 1958, il bénéficie, depuis le 28 mai 2009 (décret du 20 octobre 2009), d'une reconnaissance au sein de l'AOC bugey avec dénomination géographique « manicle ».
Le cahier des charges a été dernièrement modifié en septembre 2011, puis en novembre 2013.

### Étymologie
L'origine du mot manicle est à rapprocher du nom d'un outil, la maniclette[réf. nécessaire].

## Situation géographique
Le manicle est produit en France, dans la région Auvergne-Rhône-Alpes, plus précisément à l'extrémité sud-est du département de l'Ain, à 12 kilomètres au nord-ouest de la ville de Belley.
Le lieu-dit Manicle est un coteau orienté au sud, sur la commune de Cheignieu-la-Balme, à la limite avec sa voisine Pugieu.

### Géologie et orographie
La vigne est plantée sur un sol argilo-calcaire, parsemé d’éboulis pierreux du post-Würm, provenant de l'érosion de la falaise. Cette dernière, appelée « roches du Manicle » ou falaises de Pugieu, est composée de calcaires du Crétacé (Barrémo-Aptien à faciès urgonien), avec au sommet des calcaires du Jurassique (plus précisément du Kimméridgien supérieur),.

### Climatologie
Le Bugey connait des étés chauds propre à un climat semi-continental, propices à la culture de la vigne. Les hivers sont marqués par l'influence montagnarde, à peine adoucis par les dernières influences océaniques.
La station météo d'Ambérieu (à 250 mètres d'altitude) est la plus proche de l'aire de la dénomination. Ses valeurs climatiques de 1961 à 1990 sont : 
| Mois                              | jan. | fév. | mars  | avril | mai   | juin  | jui.  | août  | sep.  | oct.  | nov. | déc.  | année   |
| --------------------------------- | ---- | ---- | ----- | ----- | ----- | ----- | ----- | ----- | ----- | ----- | ---- | ----- | ------- |
| Température minimale moyenne (°C) | −1,7 | −0,3 | 1,4   | 4,2   | 8,3   | 11,2  | 13,4  | 12,9  | 10,5  | 7,1   | 2,3  | −0,8  | 5,7     |
| Température moyenne (°C)          | 1,8  | 3,7  | 6,4   | 9,6   | 13,8  | 17,1  | 19,8  | 19,1  | 16,3  | 11,8  | 6,1  | 2,5   | 10,7    |
| Température maximale moyenne (°C) | 5,3  | 7,8  | 11,4  | 15,1  | 19,3  | 23,1  | 26,2  | 25,3  | 22    | 16,4  | 9,9  | 5,7   | 15,6    |
| Ensoleillement (h)                | 53,4 | 81   | 130,5 | 167,2 | 199,6 | 230,9 | 273,9 | 236,2 | 183,2 | 119,9 | 65,1 | 46,3  | 1 787,2 |
| Précipitations (mm)               | 93,8 | 86,9 | 100,8 | 93,9  | 111,5 | 98,2  | 66,5  | 91,6  | 98,1  | 102,7 | 107  | 102,1 | 1 153   |

## Vignoble

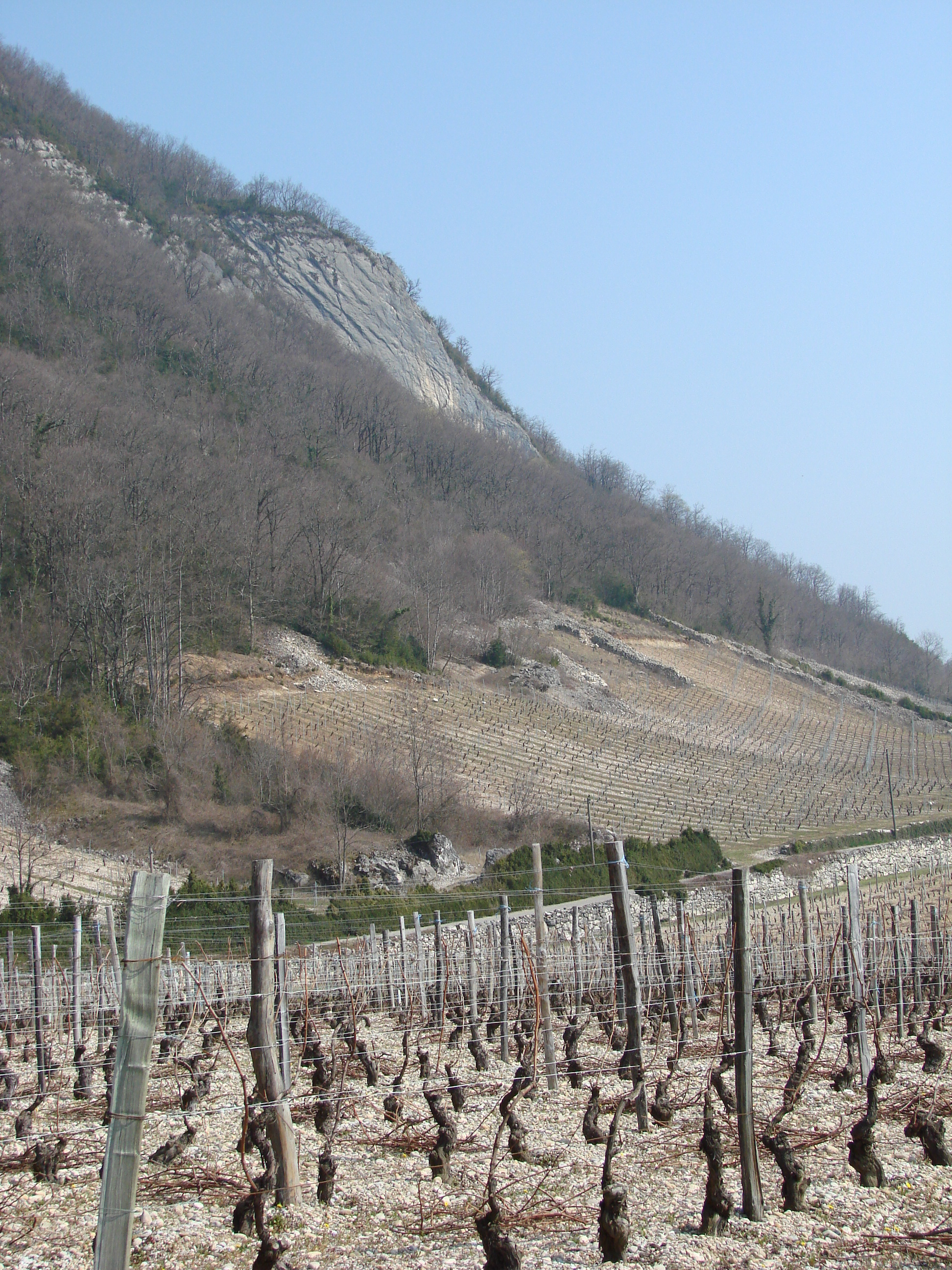
Les « Rochers de Manicle ».

Le Manicle (le lieu-dit) est situé au pied d'une falaise s'appelant les « rochers de Manicle », au-dessus de la rivière Furans (un affluent du Rhône). L'aire cultivée se situe entre 300 et 350 mètres d'altitude, la falaise la surplombant avec ses 520 mètres d'altitude ; cette falaise emmagasine la chaleur du Soleil le jour, et la restitue la nuit. L'aire de production était composée de huit hectares ; selon les Douanes, la superficie revendiquée en 2023 sous la dénomination est passée à 12 hectares, dont 6,67 pour faire du blanc et 5,36 pour du rouge.

### Encépagement
Deux cépages sont utilisés en fonction du type de vin, provenant de la Bourgogne voisine : ils sont adaptés au sol calcaire et au climat continental (hiver froid et sec, été chaud). Pour le manicle blanc, il s'agit du chardonnay B, cépage dominant pour les bugey blancs, apportant fruité et acidité.
Pour le manicle rouge c'est tout aussi uniquement le pinot noir N, aux tanins décris comme fins, avec des arômes de fruits rouges.

### Rendements
Le rendement maximum autorisé par le cahier des charges est de 63 hectolitres par hectare en blanc et de 53 en rouge (alors que les bugey sont à 67 et 60) ; celui butoir est à 69 en blanc et 61 hl/ha en rouge. Le rendement moyen a été en 2023 de 48 hl/ha en blanc et de 51 en rouge.

## Vins
La production [Quand ?] est de 460 à 500 hectolitres (un hectolitre (hl) = 100 litres = 133 bouteilles de 75 cl) par an ; la production déclarée en 2023 a été d'un total de 595 hectolitres, dont 320 en blanc et 275 en rouge.

### Titres alcoométriques
Le titre alcoométrique minimal autorisé par le décret est de 10 % vol. pour les rouges comme pour les blancs, avec un maximum à 13 % vol.

### Gastronomie
Le manicle rouge a une robe d'un rouge très clair, sa bouche est acidulée et fruitée (fruits rouges). S'il est rehaussé par un élevage en fûts de chêne, il peut afficher un caractère plus puissant et plus structuré.
Il est suffisamment acide pour vieillir quelques années (environ 3 à 5 ans).
Le manicle blanc est quant à lui un vin relativement puissant qui présente, pour un bugey, de la structure, du gras et un bouquet aromatique complexe.

### Liste de producteurs
La surface plantée est tellement petite qu'il n'y a que très peu de producteurs, à savoir :
- Caveau Bugiste (GAEC), à Vongnes[N 4] ;
- Château des Eclaz (Jean-Pierre Gros et Michel Roussille), à Cheignieu-la-Balme ;
- Domaine de Pacotille (François Galeyrand), à Andert-et-Condon ;
- Domaine Bärtschi (repreneur du Clos Miraillet), à Boyeux Saint-Jérôme et Cheignieu-la-Balme ;
- Domaine Monin (Charles Varin-Bernier), à Vongnes.